# يوبي سوفت مونبلييه
يوبي سوفت مونبلييه (بالإنجليزية: Ubisoft Montpellier)‏ ، هي شركة فرنسية لتطوير ألعاب الفيديو، أسست سنة 1994م، وهي تابعة لشركته الأم يوبي سوفت.

## وصلات خارجية
- الموقع الرسمي